# Margaret Adeoye

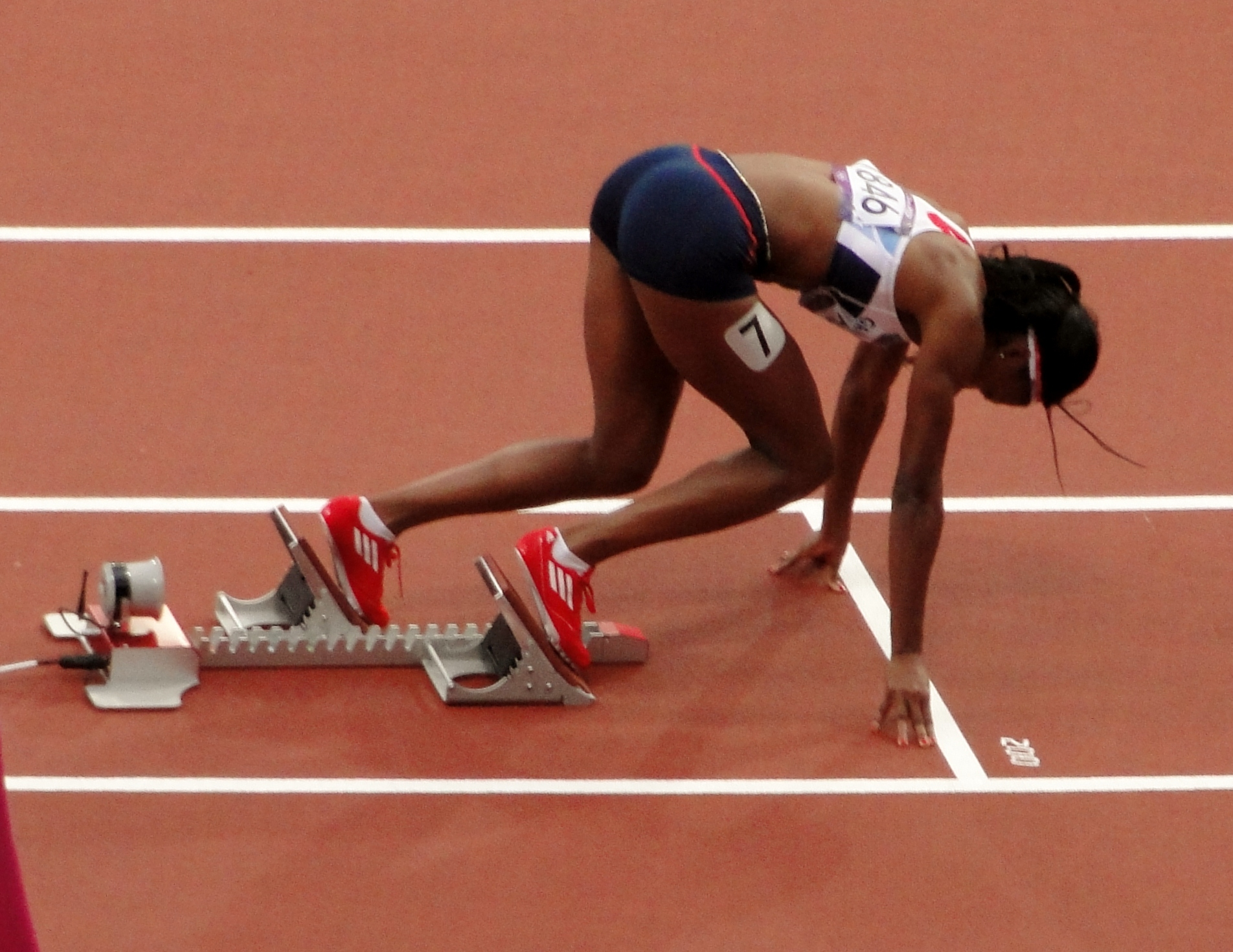
Margaret Adeoye bei den Olympischen Spielen 2012

Margaret Adeoye (Margaret Adetutu Adeoye; * 22. April 1985 in Lagos) ist eine britische Sprinterin nigerianischer Herkunft.
Als Kind zog sie mit ihrer Familie nach London, wo sie ihr Onkel für den Laufsport begeisterte. 2010 wurde sie als britische Universitätsmeisterin über 200 m von Linford Christie entdeckt, der sie fortan betreute.
2012 wurde sie britische Meisterin in der Halle und im Freien über 200 m. Bei den Olympischen Spielen in London erreichte sie über diese Distanz das Halbfinale.
Im Jahr darauf verteidigte sie ihren nationalen Hallentitel über 200 m. Bei den Leichtathletik-Weltmeisterschaften 2013 in Moskau gewann sie mit dem britischen Team Bronze in der 4-mal-400-Meter-Staffel.

## Persönliche Bestzeiten
- 200 m: 22,88 s, 8. September 2013, Rieti
  - Halle: 22,98 s, 3. Februar 2013, Birmingham
- 400 m: 51,93 s, 13. Juli 2013, Birmingham
  - Halle: 52,35 s, 24. Februar 2013, Metz